# Karel Radimec
Karel Radimec (1920 – 1. prosince 2000) byl český fotbalista, obránce. Jeho synem je bývalý československý fotbalový reprezentant Libor Radimec. Po skončení aktivní kariéry působil jako trenér mládeže.

## Fotbalová kariéra
V československé lize hrál za SK Slezská Ostrava a Vítkovické železárny. Nastoupil ve 177 ligových utkáních a dal 6 gólů. Finalista Českého poháru 1946.

## Ligová bilance
| Ročník                                     | Zápasy | Góly | Klub                 |
| ------------------------------------------ | ------ | ---- | -------------------- |
| Státní liga 1938/39                        | 11     | 1    | SK Slezská Ostrava   |
| Národní liga 1939/40                       | -      | 0    | SK Slezská Ostrava   |
| Národní liga 1943/44                       | -      | 2    | SK Slezská Ostrava   |
| Státní liga 1945/46                        | -      | 0    | SK Slezská Ostrava   |
| Státní liga 1946/47                        | -      | 3    | SK Slezská Ostrava   |
| Státní liga 1947/48                        | -      | 0    | SK Ostrava           |
| Celostátní československé mistrovství 1950 | -      | 0    | Vítkovické železárny |
| Mistrovství československé republiky 1951  | -      | 0    | Vítkovické železárny |
| Mistrovství československé republiky 1952  | -      | 0    | Vítkovické železárny |
| CELKEM                                     | 177    | 6    |                      |